# Niphon
Niphon is een monotypisch geslacht van straalvinnige vissen uit de familie van de zaag- of zeebaarzen (Serranidae).

## Soort
- Niphon spinosus Cuvier, 1828